# Tętnica bębenkowa przednia

Odgałęzienia tętnicy szczękowej. Tętnica bębenkowa przednia widoczna w górnej lewej części (opisana jako: Ant. tympanic).

Tętnica bębenkowa przednia (łac. arteria tympanica anterior) – w anatomii człowieka gałąź części żuchwowej tętnicy szczękowej. Jest jedną z tętnic zaopatrujących jamę bębenkową.

## Przebieg
Tętnica bębenkowa przednia odchodzi od części żuchwowej tętnicy szczękowej, za tętnicą uszną głęboką, a przed tętnicą oponową środkową. Biegnie ku górze do tyłu od stawu skroniowo-żuchwowego i przez szczelinę skalisto-bębenkową, w towarzystwie struny bębenkowej, wchodzi do jamy bębenkowej.

## Zakres unaczynienia
Tętnica bębenkowa przednia jest głównym naczyniem zaopatrującym warstwę śluzową błony bębenkowej. Końcowe gałązki zaopatrują ponadto ujście bębenkowe trąbki słuchowej oraz część powierzchni przyśrodkowej błony bębenkowej. Ostatecznie przekształcają się w sieć naczyniową, zespalającą się z innymi tętniczkami jamy bębenkowej: tętnicą bębenkową górną, tętnicą bębenkową tylną, tętnicą bębenkową dolną oraz gałęzią szyjno-bębenkową tętnicy szyjnej wewnętrznej.